# Cynanchum lineare
Cynanchum lineare är en oleanderväxtart som först beskrevs av Domingo Bello y Espinosa, och fick sitt nu gällande namn av Brother Alain. Cynanchum lineare ingår i släktet Cynanchum och familjen oleanderväxter.

## Underarter
Arten delas in i följande underarter:
- C. l. keraudreniae
- C. l. lineare